# Fons Rademakers
Fons Rademakers (født 5. september 1920, død 22. februar 2007) var en hollandsk filminstruktør. I Danmark er hans mest kendte film uden tvivl Max Havelaar fra 1976, der – lidt forsinket – vandt Bodilprisen for bedste ikke-amerikanske film i 1981. Derudover modtog hans Overgrebet en Oscar for bedste udenlandske film i 1986.

## Biografi
Fons Rademakers startede som assistent for store instruktører som Vittorio De Sica, Federico Fellini og Jean Renoir, inden han i 1958 debuterede som instruktør med filmen Landsbydoktoren, der blev nomineret til en Oscar. Dette opnåede han hele fem gange, selv om han ikke var så produktiv, idet det over en periode på mere end 40 år blot blev til 11 film fra hans hånd. Blot nogle få af disse film har været vist i Danmark, men med Max Havelaar skabte han en film, der gjorde stort indtryk i brede kredse og var med til at sætte gang i den økologiske bølge i flere lande, heriblandt Danmark.

## Filmografi
Blandt Rademakers' film kan nævnes:
- Landsbydoktoren (1958)
- Max Havelaar (1976)
- Overgrebet (1986)